# Янцобино
Янцобино (тат. Янсыбы) — село в Кукморском районе Республики Татарстан, в составе Большекукморского сельского поселения.

## География
Село находится в 8 км к северо-западу от районного центра, города Кукмора.

## История
Окрестности села были обитаемы в период средневековья, о чём свидетельствует археологический памятник — Янцобинский курган.
Основание села Янцобино (также было известно под названием Анцуб) относят ко второй половине XVII века.
В сословном отношении, в XVIII столетии и вплоть до 1860-х годов жители села числились государственными крестьянами. Их основными занятиями в то время были земледелие, скотоводство, кустарные промыслы, торговля.
В 1730 году вятский комиссар И. Тряпицын основал вблизи села медеплавильный завод, существовавший до 1741 года.
По сведениям из первоисточников, в начале XX столетия в деревне действовали 2 мечети (с 1800 и 1874 годов). С 2012 года также действует мечеть.
С 1926 по 1990 годы в селе действовала начальная школа, с 1984 года (также с 1929 года) — детский сад.
С 1927 года в селе работали коллективные сельскохозяйственные предприятия, с 2016 года — сельскохозяйственные предприятия в форме ООО.
Административно, до 1920 года село относилось к Малмыжскому уезду Вятской губернии, с 1920 года — к Арскому кантону, с 1928 года — к Мамадышскому кантону, с 1930 года (с перерывом) — к Кукморскому району Татарстана.

## Население
По данным переписей, население села увеличивалось с 933 человек в 1884 году до 1198 человек в 1920 году. В последующие годы численность населения села в целом уменьшалась, в 2017 году составила 357 человек.
Национальный состав
Согласно результатам переписи 2002 года, в национальной структуре населения села татары составляли 99 % из 352 человек.

## Экономика
Жители занимаются полеводством, молочным скотоводством, работают преимущественно в ООО «Урал» и крестьянских (фермерских) хозяйствах.

## Социальные объекты
В селе действуют детский сад, клуб, библиотека.

## Религиозные объекты
Мечеть (с 2012 года).

## Достопримечательности
На территории сельского кладбища выявлено 3 арабографических надгробных камня, относящихся к XIX — началу XX века.